# Elecciones generales de Bolivia de 2014
Las elecciones generales de Bolivia de 2014 se realizaron el 12 de octubre de ese mismo año. En esta ocasión, los votantes bolivianos eligieron al Presidente y vicepresidente así como también se eligieron a los 130 diputados y 36 senadores
Estos comicios fueron los segundos bajo la Constitución boliviana de 2009, y los primeros controlados y verificados por el nuevo Órgano Electoral Plurinacional. La fórmula del MAS, integrada por Evo Morales Ayma y Álvaro García Linera, se impuso con el 61,36 % de los votos, consiguiendo la reelección.

## Antecedentes
En abril de 2013, la Corte Suprema dictó que el primer período del presidente Evo Morales no contaba bajo los límites de períodos constitucionales, ya que la Carta Magna había sido reformada. El 20 de mayo, el vicepresidente Álvaro García Linera firmó una ley en presencia de congresistas, miembros de las fuerzas armadas y representantes del Movimiento al Socialismo. Señaló que "el presidente Evo Morales está habilitado constitucionalmente para ser candidato a la reelección en 2015". Esto ocurrió aun cuando Morales no había hecho ninguna declaración sobre una posible candidatura.

### Calendario electoral
El Tribunal Supremo Electoral (TSE) señaló en noviembre de 2013 que estaba considerando realizar las elecciones el 5 de octubre de 2014, con tal de que una eventual segunda vuelta se realizara en diciembre, el mes tradicional para las elecciones presidenciales. El TSE debe pronunciarse antes de mayo sobre la fecha oficial para la realización de las votaciones. Posteriormente se determinó que las elecciones se realizarían el 12 de octubre.

### Escaños en el Congreso
La elección para la Asamblea Legislativa Plurinacional se realizó de manera simultánea con la elección presidencial. Los senadores y diputados plurinominales son elegidos sobre la base de la votación de cada partido en la contienda presidencial. Los diputados de un solo distrito (uninominales) son elegidos de forma separada en la papeleta.
Cada uno de los 9 departamentos de Bolivia posee cuatro senadores, los cuales son asignados por representación proporcional.
Los escaños en la Cámara de Diputados fueron redistribuidos de acuerdo a los resultados del censo nacional de 2012. Los escaños plurinominales son elegidos por representación proporcional en cada departamento. Los escaños uninominales son elegidos por mayoría simple en cada distrito. Los escaños indígenas o campesinos son elegidos por los usos y costumbres de grupos minoritarios. Cada candidato tiene un alternado elegido del mismo partido. Todas las listas deben alternar entre hombres y mujeres; en los votos de un solo distrito, los hombres deben competir con alternados femeninos y viceversa.
| Departamento                            | Diputados | Diputados    | Diputados      | Diputados              | Senadores |
| Departamento                            | Total     | Uninominales | Plurinominales | Campesinos o indígenas | Senadores |
| --------------------------------------- | --------- | ------------ | -------------- | ---------------------- | --------- |
| La Paz                                  | 29        | 14           | 14             | 1                      | 4         |
| Santa Cruz                              | 28        | 14           | 13             | 1                      | 4         |
| Cochabamba                              | 19        | 9            | 9              | 1                      | 4         |
| Potosí                                  | 13        | 7            | 6              | 0                      | 4         |
| Chuquisaca                              | 10        | 5            | 5              | 0                      | 4         |
| Oruro                                   | 9         | 4            | 4              | 1                      | 4         |
| Tarija                                  | 9         | 4            | 4              | 1                      | 4         |
| Beni                                    | 8         | 4            | 3              | 1                      | 4         |
| Pando                                   | 5         | 2            | 2              | 1                      | 4         |
| Total                                   | 130       | 63           | 60             | 7                      | 36        |
| Fuente: Ley de distribución de escaños. |           |              |                |                        |           |

## Partidos y candidatos
Cinco partidos, el Movimiento al Socialismo, Unidad Nacional, Partido Demócrata Cristiano, Movimiento Sin Miedo y Partido Verde de Bolivia,(incluyendo la coalición, Unidad Demócrata) participaron en las elecciones de octubre a nivel presidencial.

### Movimiento al Socialismo
El presidente Evo Morales y el vicepresidente Álvaro García Linera se presentaron a la reelección, luego de las victorias en las elecciones de 2005 y 2009. Su candidatura fue apoyada por el Movimiento al Socialismo (MAS) en su reunión por su 18° aniversario el 28 de marzo de 2013 y su "Séptimo Congreso General" el 5 de octubre de 2013.
|                                          |                                       |
|                                          |                                       |
| Evo Morales                              | Álvaro García Linera                  |
| para presidente                          | para vicepresidente                   |
| {{{descripción}}}                        | {{{descripción}}}                     |
| Presidente de Bolivia (2006-2019)        | Vicepresidente de Bolivia (2006-2019) |
| Apoyado por: - Alianza Social Patriótica |                                       |

### Concertación Unidad Demócrata

#### Movimiento Demócrata Social
Rubén Costas, gobernador del departamento de Santa Cruz, fundó el Movimiento Demócrata Social para competir en las elecciones de 2014. El partido es una fusión de Verdad y Democracia Social (VERDES), Libertad y Democracia Renovadora (LÍDER), y Consenso Popular (CP), aunque la fusión no está reconocida legalmente.

#### Frente Amplio
El Frente de Unidad Nacional, partido liderado por Samuel Doria Medina, denominó a su alianza para 2014 como Frente Amplio. Se espera que Doria Medina, candidato presidencial en 2005 y 2009, sea nombrado como candidato del Frente. El 10 de septiembre de 2013, Loyola Guzmán, exguerrillera que peleó junto al Che Guevara, decidió unirse al partido. El 23 de diciembre de 2013, el Frente Amplio y el Movimiento Nacionalista Revolucionario firmaron un acuerdo para presentar un candidato común, el cual debería ser seleccionado mediante una elección primaria interna. Los líderes de ambos partidos señalan que están buscando una coalición con el Movimiento Demócrata Social y el Movimiento Sin Miedo.
| |                                                    |
| |                                                    |
| UN | MDS                                                |
| Samuel Doria Medina | Ernesto Suárez                                     |
| para presidente | para vicepresidente                                |
| {{{descripción}}} | {{{descripción}}}                                  |
| Empresario, exministro de Planificación y Coordinación de Bolivia (1991-1993)                                                                            | Exgobernador del departamento del Beni (2010-2011) |
| Apoyado por: - Frente de Unidad Nacional (UN) - Movimiento Demócrata Social (MDS) - Erick Morón Osinaga (MNR) - Frente Revolucionario de Izquierda (FRI) |                                                    |

### Partido Demócrata Cristiano
El expresidente Jorge "Tuto" Quiroga es el candidato del Partido Demócrata Cristiano, que había formado parte del frente opositor Podemos. Su compañera de lista es Tomasa Yarhui, abogada y exministra de Asuntos Campesinos.
|                                                                       |                                                                                    |
|                                                                       |                                                                                    |
| Independientes                                                        |                                                                                    |
| Jorge Quiroga                                                         | Tomasa Yarhui                                                                      |
| para presidente                                                       | para vicepresidente                                                                |
| {{{descripción}}}                                                     | {{{descripción}}}                                                                  |
| Expresidente de Bolivia (2001-2002)                                   | Ministra de Asuntos Campesinos y Pueblos Indígenas y Originarios de Bolivia (2002) |
| Apoyado por: - Johnny Torres Terzo (MNR) - Oscar Montes Barzón (Unir) |                                                                                    |

### Movimiento Sin Miedo
El Movimiento Sin Miedo (MSM) nominó al fundador del partido, el exalcalde de La Paz Juan del Granado, como su candidato a la presidencia el 11 de noviembre de 2013. Tanto el partido como su candidato fueron aliados del gobierno de Evo Morales hasta 2009, cuando dicha alianza se rompió.

### Partido Verde
El Partido Verde de Bolivia (PVB) Postula al líder indígena Fernando Vargas Mosua, el PVB liderado por Margot Soria Saravia y afiliado a Global Greens, selló una alianza con el Consejo Nacional de Ayllus y Markas de Qullasuyu (CONAMAQ, el Colectivo Manifiesto de la ciudad de Cochabamba, la agrupación política mil Tipnis de Fernando Vargas para realizar una campaña conjunta para las elecciones de 2014. La Confederación de Pueblos Indígenas de Bolivia decidió participar de las elecciones en alianza con CONAMAQ, y de manera independiente del MAS y otros partidos políticos.

## Alianzas
Las alianzas oficiales entre partidos permiten candidatos conjuntos y listas de votación. Estos deben ser finalizados para el plazo de julio de 14 al presentar las candidaturas. 
| Partido | Partido                                | Alianza                                      | Alianza                                      | Candidato(a)      | Candidato(a)          | Candidato(a)      | Candidato(a)           |
| Partido | Partido                                | Alianza                                      | Alianza                                      | Presidente(a)     | Presidente(a)         | Vicepresidente(a) | Vicepresidente(a)      |
| ------- | -------------------------------------- | -------------------------------------------- | -------------------------------------------- | ----------------- | --------------------- | ----------------- | ---------------------- |
|         | Movimiento al Socialismo               | Movimiento al Socialismo                     | Movimiento al Socialismo                     | {{{descripción}}} | Evo Morales Ayma      | {{{descripción}}} | Álvaro García Linera   |
|         | Alianza Social Patriótica              | Apoyo externo al Movimiento al Socialismo    | Apoyo externo al Movimiento al Socialismo    | {{{descripción}}} | Evo Morales Ayma      | {{{descripción}}} | Álvaro García Linera   |
|         | Unidad Nacional                        |                                              | Unidad Demócrata                             | {{{descripción}}} | Samuel Doria Medina   | {{{descripción}}} | Ernesto Suárez Sattori |
|         | Movimiento Demócrata Social            |                                              | Unidad Demócrata                             | {{{descripción}}} | Samuel Doria Medina   | {{{descripción}}} | Ernesto Suárez Sattori |
|         | Movimiento de Organización Popular     | Apoyo externo a la alianza Unidad Demócrata  | Apoyo externo a la alianza Unidad Demócrata  | {{{descripción}}} | Samuel Doria Medina   | {{{descripción}}} | Ernesto Suárez Sattori |
|         | Frente Revolucionario de Izquierda     | Apoyo externo a la alianza Unidad Demócrata  | Apoyo externo a la alianza Unidad Demócrata  | {{{descripción}}} | Samuel Doria Medina   | {{{descripción}}} | Ernesto Suárez Sattori |
|         | Partido Demócrata Cristiano            | Partido Demócrata Cristiano                  | Partido Demócrata Cristiano                  | {{{descripción}}} | Jorge Quiroga Ramírez | {{{descripción}}} | Tomasa Yarhui          |
|         | Movimiento Nacionalista Revolucionario | Apoyo externo al Partido Demócrata Cristiano | Apoyo externo al Partido Demócrata Cristiano | {{{descripción}}} | Jorge Quiroga Ramírez | {{{descripción}}} | Tomasa Yarhui          |
|         | Unidos para Renovar                    | Apoyo externo al Partido Demócrata Cristiano | Apoyo externo al Partido Demócrata Cristiano | {{{descripción}}} | Jorge Quiroga Ramírez | {{{descripción}}} | Tomasa Yarhui          |

Los mayores partidos de oposición -los Demócratas (MDS), el Frente de Unidad Nacional (UN, coordinador del Frente Amplio), el Movimiento Sin Miedo realizaron diversas conversaciones discutiendo sobre posibles alianzas desde finales de 2013 hasta junio de 2014. Al final, los Demócratas y Unidad Nacional fueron capaces de llegar a un acuerdo, mientras que el Movimiento Sin Miedo se mantuvo separado. El 17 de junio, las dos partes anunciaron la formación de la Concertación Unidad Demócrata (CUD), renombrada poco después como Unidad Demócrata (UD), cuyos candidatos a presidente y vicepresidente serán el líder de UN Samuel Doria Medina y Ernesto Suárez de MDS, respectivamente. Suárez es el exgobernador de Beni y líder del partido Beni Primero, que colaboró en la formación del MDS. 
Siete partidos más pequeños pero antes muy determinantes como el MNR y el ADN (Movimiento Nacionalista Revolucionario, Acción Democrática Nacionalista, Nueva Fuerza Republicana, Unidad Cívica Solidaridad, Frente para la Victoria, Poder Andino Amazónico, y Poder Colla intentan hacer una alianza común el 18 de junio. El bloque sería llamado Unidas por Bolivia, y un diputado implicado en las conversaciones de alianza prometió que sería finalizado el 25 de junio.

## Encuestas
Una encuesta realizada por Ipsos entre noviembre y diciembre de 2012 mostró un 45% de las preferencias para Evo Morales, 14% para Samuel Doria Medina, 11% para Rubén Costas, y 9% para Juan del Granado.
Una encuesta en abril de 2013 señaló que en una competencia hipotética, Evo Morales obtendría el 41% de las preferencias y Samuel Doria Medina el 17%.
Otra encuesta publicada en abril de 2013 señalaba un 38,6% de las preferencias para Evo Morales, un 25% para Samuel Doria Medina, un 16,2% para Juan del Granado, y un 20,3% se mostró indeciso.
Una encuesta publicada por Página Siete en febrero de 2014 muestra a Morales con el 45,7%, Medina obtendría el 13,4%, Rubén Costas lograría el 9%, y Juan del Granado y Jorge Quiroga obtendrían un 4% cada uno.
Luego de realizadas 3 encuestas por Ipsos en julio, agosto y septiembre de 2014, se presenta la tercera encuesta de intención de voto 12 días antes de la elección, en la que se consolida a Evo Morales como el primer candidato en preferencia con el 59% de intención de voto, seguido de Samuel Doria Medina con el 13% de intención, Jorge Quiroga con el 8% de intención, Juan del Granado con el 3% de intención y Fernando Vargas con el 1% de intención. Esta encuesta considera un 16% de votos blancos, nulos e indecisos. Ponderando la votación sobre los votos válidos únicamente, se ratificaría a Evo Morales con una votación del 70% (59%/0.84).
| Encuestadora        | Fuente | Fecha                    |             |           |            |             |             |             | Otro/a | NS/NR |
| Encuestadora        | Fuente | Fecha                    | Morales MAS | Medina UD | Costas MDS | Granado MSN | Quiroga PDC | Vargas Ind. | Otro/a | NS/NR |
| ------------------- | ------ | ------------------------ | ----------- | --------- | ---------- | ----------- | ----------- | ----------- | ------ | ----- |
| Encuestadora        | Fuente | Fecha                    |             |           |            |             |             |             | Otro/a | NS/NR |
| Ipsos               |        | Septiembre 2014          | 59%         | 13%       | -          | 3%          | 8%          | 1%          | -      | 16%   |
| Página Siete        |        | Febrero 2014             | 45.7%       | 13.4%     | 9%         | 4%          | 4%          | -           | -      | -     |
| FmBolivia           |        | Abril 2013               | 38.6%       | 25%       | -          | 16.2%       | -           | -           | -      | 20.3% |
|                     |        | Abril 2013               | 41%         | 17%       | -          | -           | -           | -           |        |       |
| Mercados y Muestras |        | Noviembre-Diciembre 2012 | 45%         | 14%       | 11%        | 9%          | -           | -           | -      | 25%   |

## Resultados
|                                                      |                         |                         |                               |           |        |           |           |
| Candidato                                            | Candidato               | Compañero/a de formula  | Partido                       | Votos     | %      | Diputados | Senadores |
|                                                      | Evo Morales             | Álvaro García Linera    | Movimiento al Socialismo      | 3 173 304 | 61,36  | 88        | 25        |
|                                                      | Samuel Doria Medina     | Ernesto Suárez          | Concertación Unidad Demócrata | 1 253 288 | 24,23  | 32        | 9         |
|                                                      | Jorge Quiroga           | Tomasa Yarhui           | Partido Demócrata Cristiano   | 467 311   | 9,04   | 10        | 2         |
|                                                      | Juan Del Granado        | Adriana Gil Moreno      | Movimiento sin Miedo          | 140 285   | 2,71   |           |           |
|                                                      | Fernando Vargas         | Margot Soria Saravia    | Partido Verde de Bolivia      | 137 240   | 2,65   |           |           |
| Votos válidos                                        | Votos válidos           | Votos válidos           | Votos válidos                 | 5 171 428 | 82,79  |           |           |
| Votos en blanco                                      | Votos en blanco         | Votos en blanco         | Votos en blanco               | 108 187   | 2,09   |           |           |
| Votos nulos                                          | Votos nulos             | Votos nulos             | Votos nulos                   | 208 061   | 4,02   |           |           |
| Total de votos emitidos                              | Total de votos emitidos | Total de votos emitidos | Total de votos emitidos       | 5 487 676 | 87,85  | 130       | 36        |
| Inscritos                                            | Inscritos               | Inscritos               | Inscritos                     | 6 243 138 | 100,00 |           |           |
| Abstención                                           | Abstención              | Abstención              | Abstención                    | 758 283   | 12,14  |           |           |
| Fuente: Tribunal Supremo Electoral (votos, escaños). |                         |                         |                               |           |        |           |           |

### Resultados por departamento
En las elecciones de 2014, el Movimiento al Socialismo ganó en 8 de los 9 departamentos, de los cuales en Cochabamba, La Paz, Oruro, Potosí, Chuquisaca, Tarija y Pando ganó con mayoría absoluta (más del 50%) y en Santa Cruz por mayoría simple. Pero a la vez fue derrotado en el Departamento del Beni donde perdió por 10 puntos de diferencia frente su principal competidor Unidad Demócrata.
A diferencia de las elecciones de 2009 donde solamente participaron los bolivianos que vivían en 4 países (Argentina, España, Brasil y Estados Unidos), cabe mencionar que para las elecciones de 2014 se amplió la votación a 33 países del mundo. En ese sentido, a nivel mundial el Movimiento al Socialismo logró ganar en 24 países de los cuales en 19 ganó con mayoría absoluta (más del 50%) y en los restantes 5 países con mayoría simple. Pero a la vez, perdió también en 9 países, entre ellos; Estados Unidos, Suiza, Colombia, Japón, México, Bélgica, Panamá, Países Bajos y Dinamarca donde ganó la alianza política opositora Unidad Demócrata.
| Departamento o País | Morales-García MAS-IPSP | Morales-García MAS-IPSP | Medina-Suárez CUD | Medina-Suárez CUD | Quiroga-Yarhui PDC | Quiroga-Yarhui PDC | del Granado-Gil MSM | del Granado-Gil MSM | Vargas-Soria PVB | Vargas-Soria PVB | Total de votos | Total de votos | Total de votos | Total de votos | Total de votos |
| Departamento o País | Votos                   | %                       | Votos             | %                 | Votos              | %                  | Votos               | %                   | Votos            | %                | Válidos        | Blancos        | Nulos          | Emitidos       | Inscritos      |
| ------------------- | ----------------------- | ----------------------- | ----------------- | ----------------- | ------------------ | ------------------ | ------------------- | ------------------- | ---------------- | ---------------- | -------------- | -------------- | -------------- | -------------- | -------------- |
| Chuquisaca          | 165.785                 | 63,38                   | 42.263            | 16,16             | 44.671             | 17,08              | 4.405               | 1,68                | 4.438            | 1,70             | 261.562        | 9.308          | 13.348         | 284.218        | 323.129        |
| La Paz              | 1.006.433               | 68,92                   | 215.360           | 14,75             | 112.745            | 7,72               | 58.099              | 3,98                | 67.668           | 4,63             | 1.460.305      | 22.690         | 50.817         | 1.533.812      | 1.678.769      |
| Cochabamba          | 637.125                 | 66,67                   | 186.346           | 19,50             | 84.680             | 8,86               | 28.013              | 2,93                | 19.468           | 2,04             | 955.632        | 19.021         | 41.237         | 1.015.890      | 1.128.351      |
| Oruro               | 166.360                 | 66,42                   | 35.962            | 14,36             | 29.387             | 11,73              | 10.867              | 4,34                | 7.872            | 3,14             | 250.448        | 5.700          | 10.725         | 266.873        | 293.576        |
| Potosí              | 224.215                 | 69,49                   | 61.058            | 18,92             | 19.330             | 5,99               | 8.387               | 2,60                | 9.682            | 3,00             | 322.672        | 14.091         | 20.932         | 357.695        | 409.144        |
| Tarija              | 136.014                 | 51,68                   | 69.989            | 26,59             | 49.339             | 18,75              | 4.288               | 1,63                | 3.551            | 1.35             | 263.181        | 7.609          | 13.694         | 284.484        | 323.351        |
| Santa Cruz          | 623.313                 | 48,99                   | 506.704           | 39,82             | 104.119            | 8,18               | 18.689              | 1,47                | 19.572           | 1,54             | 1.272.397      | 22.066         | 43.501         | 1.337.964      | 1.533.638      |
| Beni                | 74.084                  | 41,49                   | 91.855            | 51,44             | 7.788              | 4,36               | 2.567               | 1,44                | 2.266            | 1,27             | 178.560        | 4.955          | 5.094          | 188.609        | 223.598        |
| Pando               | 24.289                  | 52,09                   | 19.097            | 40,95             | 2.174              | 4,66               | 682                 | 1,46                | 389              | 0,83             | 46.631         | 828            | 2.137          | 49.596         | 57.596         |

### Resultados en el exterior
| Departamento o País | Morales y García Linera (MAS-IPSP) | Morales y García Linera (MAS-IPSP) | Doria Medina y Suárez (UD) | Doria Medina y Suárez (UD) | Quiroga y Yarhui (PDC) | Quiroga y Yarhui (PDC) | del Granado y Gil (MSM) | del Granado y Gil (MSM) | Vargas y Soria (PVB) | Vargas y Soria (PVB) | TOTAL VOTOS | TOTAL VOTOS | TOTAL VOTOS | TOTAL VOTOS | TOTAL VOTOS |
| Departamento o País | Votos                              | %                                  | Votos                      | %                          | Votos                  | %                      | Votos                   | %                       | Votos                | %                    | Válidos     | Blancos     | Nulos       | Emitidos    | Inscritos   |
| ------------------- | ---------------------------------- | ---------------------------------- | -------------------------- | -------------------------- | ---------------------- | ---------------------- | ----------------------- | ----------------------- | -------------------- | -------------------- | ----------- | ----------- | ----------- | ----------- | ----------- |
| Argentina           | 64.251                             | 92,25                              | 2.283                      | 3,28                       | 1.435                  | 2,06                   | 1.241                   | 1,78                    | 441                  | 0,63                 | 69.651      | 729         | 2.670       | 73.050      | 121.267     |
| España              | 19.392                             | 44,26                              | 14.464                     | 33,01                      | 7.373                  | 16,83                  | 1.573                   | 3,59                    | 1.010                | 2,31                 | 43.812      | 681         | 1.562       | 46.055      | 74.605      |
| Brasil              | 18.588                             | 87,26                              | 1.197                      | 5,62                       | 705                    | 3,31                   | 410                     | 1,92                    | 403                  | 1,89                 | 21.303      | 219         | 1.106       | 22.628      | 36.520      |
| Chile               | 7.266                              | 67,93                              | 2.018                      | 18,87                      | 889                    | 8,31                   | 342                     | 3,20                    | 182                  | 1,70                 | 10.697      | 166         | 536         | 11.399      | 14.382      |
| Estados Unidos      | 1.845                              | 34,59                              | 1.949                      | 36,54                      | 1.193                  | 22,37                  | 271                     | 5,08                    | 76                   | 1,42                 | 5.334       | 35          | 137         | 5.506       | 12.589      |
| Italia              | 1.692                              | 40,09                              | 1.415                      | 33,52                      | 771                    | 18,27                  | 221                     | 5,24                    | 122                  | 2,89                 | 4.221       | 40          | 363         | 4.624       | 5.863       |
| Inglaterra          | 319                                | 35,60                              | 288                        | 32,14                      | 250                    | 27,90                  | 26                      | 2,90                    | 13                   | 1,45                 | 896         | 11          | 18          | 925         | 1.244       |
| Suiza               | 164                                | 26,97                              | 278                        | 45,72                      | 128                    | 20,89                  | 28                      | 4,61                    | 11                   | 1,81                 | 608         | 6           | 8           | 622         | 866         |
| Cuba                | 589                                | 94,24                              | 15                         | 2,40                       | 5                      | 0,80                   | 10                      | 1,60                    | 6                    | 0,96                 | 625         | 7           | 13          | 645         | 797         |
| Venezuela           | 470                                | 89,69                              | 30                         | 5,73                       | 11                     | 2,10                   | 9                       | 1,72                    | 4                    | 0,76                 | 524         | 9           | 8           | 541         | 636         |
| Perú                | 208                                | 47,82                              | 140                        | 32,18                      | 67                     | 15,40                  | 14                      | 3,22                    | 6                    | 1,38                 | 435         | 2           | 18          | 455         | 595         |
| Francia             | 161                                | 44,85                              | 115                        | 32,03                      | 53                     | 14,76                  | 18                      | 5,01                    | 12                   | 3,34                 | 359         | 1           | 15          | 375         | 483         |
| Paraguay            | 180                                | 62,28                              | 55                         | 19,03                      | 34                     | 11,76                  | 18                      | 6,23                    | 2                    | 0,69                 | 289         | 2           | 7           | 298         | 356         |
| Suecia              | 116                                | 61,05                              | 45                         | 23,68                      | 12                     | 6,32                   | 8                       | 4,21                    | 9                    | 4,74                 | 190         | 0           | 92          | 282         | 282         |
| Colombia            | 38                                 | 30,40                              | 45                         | 36,00                      | 17                     | 13,60                  | 24                      | 19,20                   | 1                    | 0,80                 | 125         | 1           | 4           | 130         | 189         |
| México              | 33                                 | 30,00                              | 48                         | 43,64                      | 11                     | 10,00                  | 16                      | 14,55                   | 2                    | 1,82                 | 110         | 0           | 3           | 113         | 166         |
| Japón               | 20                                 | 21,51                              | 62                         | 66,67                      | 9                      | 9,68                   | 0                       | 0,00                    | 2                    | 2,15                 | 93          | 1           | 0           | 94          | 146         |
| Uruguay             | 57                                 | 54,81                              | 24                         | 23,08                      | 15                     | 14,42                  | 5                       | 4,81                    | 3                    | 2,88                 | 104         | 1           | 3           | 108         | 128         |
| Bélgica             | 27                                 | 30,34                              | 30                         | 33,71                      | 18                     | 20,22                  | 9                       | 10,11                   | 5                    | 5,62                 | 89          | 2           | 0           | 91          | 121         |
| Ecuador             | 43                                 | 53,09                              | 20                         | 24,69                      | 8                      | 9,88                   | 3                       | 3,70                    | 7                    | 8,64                 | 81          | 2           | 6           | 89          | 120         |
| Panamá              | 19                                 | 20,43                              | 49                         | 52,69                      | 17                     | 18,28                  | 7                       | 7,53                    | 1                    | 1,08                 | 93          | 1           | 0           | 94          | 114         |
| Alemania            | 35                                 | 51,47                              | 11                         | 16,18                      | 8                      | 11,76                  | 11                      | 16,18                   | 3                    | 4,41                 | 68          | 1           | 0           | 69          | 86          |
| Costa Rica          | 30                                 | 50,85                              | 13                         | 22,03                      | 12                     | 20,34                  | 3                       | 5,08                    | 1                    | 1,69                 | 59          | 0           | 1           | 60          | 81          |
| Canadá              | 33                                 | 57,89                              | 13                         | 22,81                      | 8                      | 14,04                  | 3                       | 5,26                    | 0                    | 0,00                 | 57          | 0           | 1           | 58          | 75          |
| Países Bajos        | 10                                 | 21,28                              | 14                         | 29,79                      | 12                     | 25,53                  | 5                       | 10,64                   | 6                    | 12,77                | 47          | 1           | 1           | 49          | 59          |
| Rusia               | 24                                 | 60,00                              | 9                          | 22,50                      | 1                      | 2,50                   | 6                       | 15,00                   | 0                    | 0,00                 | 40          | 1           | 3           | 44          | 59          |
| Austria             | 23                                 | 67,65                              | 1                          | 2,94                       | 6                      | 17,65                  | 4                       | 11,76                   | 0                    | 0,00                 | 34          | 0           | 0           | 34          | 43          |
| China               | 25                                 | 78,13                              | 2                          | 6,25                       | 3                      | 9,38                   | 0                       | 0,00                    | 2                    | 6,25                 | 32          | 0           | 1           | 33          | 42          |
| Dinamarca           | 5                                  | 19,23                              | 14                         | 53,85                      | 5                      | 19,23                  | 0                       | 0,00                    | 2                    | 7,69                 | 26          | 0           | 0           | 26          | 28          |
| Corea del Sur       | 10                                 | 50,00                              | 5                          | 25,00                      | 3                      | 15,00                  | 1                       | 5,00                    | 1                    | 5,00                 | 20          | 0           | 0           | 20          | 23          |
| Egipto              | 4                                  | 66,67                              | 1                          | 16,67                      | 0                      | 0,00                   | 1                       | 16,67                   | 0                    | 0,00                 | 6           | 0           | 0           | 6           | 8           |
| India               | 3                                  | 50,00                              | 1                          | 16,67                      | 0                      | 0,00                   | 1                       | 16,67                   | 1                    | 16,67                | 6           | 0           | 0           | 6           | 7           |
| Irán                | 6                                  | 100,00                             | 0                          | 0,00                       | 0                      | 0,00                   | 0                       | 0,00                    | 0                    | 0,00                 | 6           | 0           | 0           | 6           | 6           |
| TOTAL               | 3.173.304                          | 61,36                              | 1.253.288                  | 24,23                      | 467.311                | 9,04                   | 140.285                 | 2,71                    | 137.240              | 2,65                 | 5.171.428   | 108.187     | 208.061     | 5.487.676   | 6.243.138   |